# Рубі (Каталонія)
Рубі́ (кат. Rubí) - муніципалітет, розташований в Автономній області Каталонія, в Іспанії. Код муніципалітету за номенклатурою Інституту статистики Каталонії - 81846. Знаходиться у районі (кумарці) Бальєс-Уксідантал (коди району - 40 та VC) провінції Барселона, згідно з новою адміністративною реформою перебуватиме у складі Баґарії (округи) Барселона. За кількістю населення у 2007 р. місто займало 16 місце серед муніципалітетів Каталонії.

## Населення
Населення міста (у 2018 р.) становило 76 423 особи (з них менше 14 років - 16,1%, від 15 до 64 - 72%, понад 65 років - 11,9%). У 2006 р. народжуваність склала 940 осіб, смертність - 384 особи, зареєстровано 331 шлюб. У 2001 р. активне населення становило 32.463 особи, з них безробітних - 3.505 осіб.

Серед осіб, які проживали на території міста у 2001 р., 37.535 народилися в Каталонії (з них 21.891 особа у тому самому районі, або кумарці), 19.946 осіб приїхало з інших областей Іспанії, а 3.678 осіб приїхало з-за кордону. 

Університетську освіту має 8,3% усього населення. 

У 2001 р. нараховувалося 21.044 домогосподарства (з них 15,4% складалися з однієї особи, 27,5% з двох осіб,24,2% з 3 осіб, 23,3% з 4 осіб, 6,5% з 5 осіб, 2% з 6 осіб, 0,7% з 7 осіб, 0,2% з 8 осіб і 0,3% з 9 і більше осіб).

Активне населення міста у 2001 р. працювало у таких сферах діяльності : у сільському господарстві - 0,4%, у промисловості - 41,2%, на будівництві - 10,8% і у сфері обслуговування - 47,6%. 

 У муніципалітеті або у власному районі (кумарці) працює 27.580 осіб, поза районом - 13.921 особа.

### Доходи населення
У 2002 р. доходи населення розподілялися таким чином :
| \| Доходи населення за статтями доходів \| Доходи населення за статтями доходів \| Доходи населення за статтями доходів \| \| Рік \| 2002 р. \| 2001 р. \| \| ------------------------------------ \| ------------------------------------ \| ------------------------------------ \| \| Заробітна платня \| 66,3% \| 67,9% \| \| Доходи від ведення бізнесу \| 18,3% \| 17,2% \| \| Соціальна допомога \| 15,5% \| 14,9% \| |         |         |
| Доходи населення за статтями доходів |         |         |
| Рік | 2002 р. | 2001 р. |
| Заробітна платня | 66,3%   | 67,9%   |
| Доходи від ведення бізнесу | 18,3%   | 17,2%   |
| Соціальна допомога | 15,5%   | 14,9%   |

### Безробіття
У 2007 р. нараховувалося 3.108 безробітних (у 2006 р. - 3.161 безробітний), з них чоловіки становили 39,7%, а жінки - 60,3%.

## Економіка
У 1996 р. валовий внутрішній продукт розподілявся по сферах діяльності таким чином :
| \| Валовий внутрішній продукт \| Валовий внутрішній продукт \| Валовий внутрішній продукт \| \| Рік \| 1996 р. \| 1991 р. \| \| -------------------------- \| -------------------------- \| -------------------------- \| \| Сільське господарство \| 0,2% \| 0,3% \| \| Промисловість \| 58,4% \| 59,2% \| \| Будівництво \| 6% \| 8,7% \| \| Послуги \| 35,4% \| 31,8% \| |         |         |
| Валовий внутрішній продукт |         |         |
| Рік | 1996 р. | 1991 р. |
| Сільське господарство | 0,2%    | 0,3%    |
| Промисловість | 58,4%   | 59,2%   |
| Будівництво | 6%      | 8,7%    |
| Послуги | 35,4%   | 31,8%   |

### Підприємства міста

#### Промислові підприємства
| \| Промислові підприємства міста, за сферою діяльності \| Промислові підприємства міста, за сферою діяльності \| Промислові підприємства міста, за сферою діяльності \| \| Рік \| 2002 р. \| 2001 р. \| \| --------------------------------------------------- \| --------------------------------------------------- \| --------------------------------------------------- \| \| Енергетичні та водні ресурси \| 0,2% \| 0,1% \| \| Хімія та метали \| 10,3% \| 9,9% \| \| Переробка металів \| 49,9% \| 50,5% \| \| Продукти харчування \| 3,8% \| 3,3% \| \| Текстиль \| 10% \| 10,3% \| \| Виробництво меблів, видання \| 17,1% \| 17% \| \| Інше \| 8,7% \| 8,8% \| \| Усього підприємств \| 931 \| 957 \| |         |         |
| Промислові підприємства міста, за сферою діяльності |         |         |
| Рік | 2002 р. | 2001 р. |
| Енергетичні та водні ресурси | 0,2%    | 0,1%    |
| Хімія та метали | 10,3%   | 9,9%    |
| Переробка металів | 49,9%   | 50,5%   |
| Продукти харчування | 3,8%    | 3,3%    |
| Текстиль | 10%     | 10,3%   |
| Виробництво меблів, видання | 17,1%   | 17%     |
| Інше | 8,7%    | 8,8%    |
| Усього підприємств | 931     | 957     |

#### Роздрібна торгівля
| \| Підприємства роздрібної торгівлі міста, за сферою діяльності \| Підприємства роздрібної торгівлі міста, за сферою діяльності \| Підприємства роздрібної торгівлі міста, за сферою діяльності \| \| Рік \| 2002 р. \| 2001 р. \| \| ------------------------------------------------------------ \| ------------------------------------------------------------ \| ------------------------------------------------------------ \| \| Продукти харчування \| 33% \| 32,9% \| \| Одяг та взуття \| 20,2% \| 18,9% \| \| Товари для дому \| 12,7% \| 12,7% \| \| Книги та періодичні видання \| 4% \| 4,2% \| \| Промислова хімічна продукція \| 6,6% \| 7% \| \| Продукція, пов'язана з транспортними засобами \| 2,8% \| 4,2% \| \| Інше \| 20,7% \| 20,2% \| \| Усього підприємств \| 821 \| 890 \| |         |         |
| Підприємства роздрібної торгівлі міста, за сферою діяльності |         |         |
| Рік | 2002 р. | 2001 р. |
| Продукти харчування | 33%     | 32,9%   |
| Одяг та взуття | 20,2%   | 18,9%   |
| Товари для дому | 12,7%   | 12,7%   |
| Книги та періодичні видання | 4%      | 4,2%    |
| Промислова хімічна продукція | 6,6%    | 7%      |
| Продукція, пов'язана з транспортними засобами | 2,8%    | 4,2%    |
| Інше | 20,7%   | 20,2%   |
| Усього підприємств | 821     | 890     |

#### Сфера послуг
| \| Підприємства міста, що працюють у сфері послуг, за діяльністю \| Підприємства міста, що працюють у сфері послуг, за діяльністю \| Підприємства міста, що працюють у сфері послуг, за діяльністю \| \| Рік \| 2002 р. \| 2001 р. \| \| ------------------------------------------------------------- \| ------------------------------------------------------------- \| ------------------------------------------------------------- \| \| Гуртова торгівля \| 18,9% \| 19,6% \| \| Готелі та готельний бізнес \| 15,6% \| 16,9% \| \| Транспорт та зв'язок \| 23,8% \| 22,4% \| \| Посередницькі фінансові послуги \| 3,6% \| 3,3% \| \| Послуги підприємствам \| 7,7% \| 8,1% \| \| Послуги фізичним особам \| 20,4% \| 19,5% \| \| Нерухомість та ін. \| 10,1% \| 10,2% \| \| Усього підприємств \| 2.024 \| 2.124 \| |         |         |
| Підприємства міста, що працюють у сфері послуг, за діяльністю |         |         |
| Рік | 2002 р. | 2001 р. |
| Гуртова торгівля | 18,9%   | 19,6%   |
| Готелі та готельний бізнес | 15,6%   | 16,9%   |
| Транспорт та зв'язок | 23,8%   | 22,4%   |
| Посередницькі фінансові послуги | 3,6%    | 3,3%    |
| Послуги підприємствам | 7,7%    | 8,1%    |
| Послуги фізичним особам | 20,4%   | 19,5%   |
| Нерухомість та ін. | 10,1%   | 10,2%   |
| Усього підприємств | 2.024   | 2.124   |

## Житловий фонд
У 2001 р. 5,4% усіх родин (домогосподарств) мали житло метражем до 59 м2, 57,5% - від 60 до 89 м2, 24,8% - від 90 до 119 м2 і
12,3% - понад 120 м2.

З усіх будівель у 2001 р. 43,8% було одноповерховими, 38% - двоповерховими, 9,3
% - триповерховими, 2,9% - чотириповерховими, 1,5% - п'ятиповерховими, 1,5% - шестиповерховими,
0,7% - семиповерховими, 2,2% - з вісьмома та більше поверхами.

## Автопарк
| \| Автомобілі, зареєстровані у місті, за призначенням \| Автомобілі, зареєстровані у місті, за призначенням \| Автомобілі, зареєстровані у місті, за призначенням \| \| Рік \| 2006 р. \| 2005 р. \| \| -------------------------------------------------- \| -------------------------------------------------- \| -------------------------------------------------- \| \| Приватні автомобілі \| 73,2% \| 74,3% \| \| Мотоцикли \| 7,6% \| 6,9% \| \| Вантажівки \| 16% \| 15,9% \| \| Трактори \| 0,5% \| 0,5% \| \| Автобуси та ін. \| 2,7% \| 2,4% \| \| Усього автомобілів \| 44.109 шт. \| 43.107 шт. \| |            |            |
| Автомобілі, зареєстровані у місті, за призначенням |            |            |
| Рік | 2006 р.    | 2005 р.    |
| Приватні автомобілі | 73,2%      | 74,3%      |
| Мотоцикли | 7,6%       | 6,9%       |
| Вантажівки | 16%        | 15,9%      |
| Трактори | 0,5%       | 0,5%       |
| Автобуси та ін. | 2,7%       | 2,4%       |
| Усього автомобілів | 44.109 шт. | 43.107 шт. |

## Вживання каталанської мови
У 2001 р. каталанську мову у місті розуміли 92,1% усього населення (у 1996 р. - 91,3%), вміли говорити нею 66,4% (у 1996 р. - 
63,8%), вміли читати 67,8% (у 1996 р. - 63,1%), вміли писати 42,7
% (у 1996 р. - 39%). Не розуміли каталанської мови 7,9%.

## Політичні уподобання
У виборах до Парламенту Каталонії у 2006 р. взяло участь 23.425 осіб (у 2003 р. - 26.381 особа). Голоси за політичні сили розподілилися таким чином:
| \| Вибори до Парламенту Каталонії \| Вибори до Парламенту Каталонії \| Вибори до Парламенту Каталонії \| \| Рік \| 2006 р. \| 2003 р. \| \| -------------------------------------- \| ------------------------------ \| ------------------------------ \| \| Конвергенція та Єднання (CiU) \| 24% \| 22,2% \| \| Соціалістична партія Каталонії (PSC) \| 34,4% \| 43% \| \| Народна партія (PP) \| 12% \| 12,6% \| \| Ініціатива за зелену Каталонію (IC) \| 10% \| 6,6% \| \| Республіканська лівиця Каталонії (ERC) \| 12,7% \| 14,1% \| \| Громадянська партія (C's) \| 4,4% \| 0% \| \| Інші \| 2,4% \| 1,6% \| |         |         |
| Вибори до Парламенту Каталонії |         |         |
| Рік | 2006 р. | 2003 р. |
| Конвергенція та Єднання (CiU) | 24%     | 22,2%   |
| Соціалістична партія Каталонії (PSC) | 34,4%   | 43%     |
| Народна партія (PP) | 12%     | 12,6%   |
| Ініціатива за зелену Каталонію (IC) | 10%     | 6,6%    |
| Республіканська лівиця Каталонії (ERC) | 12,7%   | 14,1%   |
| Громадянська партія (C's) | 4,4%    | 0%      |
| Інші | 2,4%    | 1,6%    |

У муніципальних виборах у 2007 р. взяло участь 22.687 осіб (у 2003 р. - 27.714 осіб). Голоси за політичні сили розподілилися таким чином:
| \| Муніципальні вибори \| Муніципальні вибори \| Муніципальні вибори \| \| Рік \| 2007 р. \| 2003 р. \| \| -------------------------------------- \| ------------------- \| ------------------- \| \| Конвергенція та Єднання (CiU) \| 8,9% \| 10% \| \| Соціалістична партія Каталонії (PSC) \| 41,5% \| 37,9% \| \| Народна партія (PP) \| 11,8% \| 12,6% \| \| Ініціатива за зелену Каталонію (IC) \| 12,9% \| 14,4% \| \| Республіканська лівиця Каталонії (ERC) \| 9,2% \| 8% \| \| Громадянська партія (C's) \| 0% \| 0% \| \| Інші \| 15,7% \| 17% \| |         |         |
| Муніципальні вибори |         |         |
| Рік | 2007 р. | 2003 р. |
| Конвергенція та Єднання (CiU) | 8,9%    | 10%     |
| Соціалістична партія Каталонії (PSC) | 41,5%   | 37,9%   |
| Народна партія (PP) | 11,8%   | 12,6%   |
| Ініціатива за зелену Каталонію (IC) | 12,9%   | 14,4%   |
| Республіканська лівиця Каталонії (ERC) | 9,2%    | 8%      |
| Громадянська партія (C's) | 0%      | 0%      |
| Інші | 15,7%   | 17%     |